# Monte Popomanaseu
O monte Popomanaseu é uma montanha na ilha de Guadalcanal, que constitui o ponto mais elevado das Ilhas Salomão. O seu cume é uma meseta. Tem grande importância cultural para os povos indígenas e abriga um habitat vital para muitas espécies endémicas e restringidas a Guadalcanal. Tem isolamento topográfico de 694,57 m.